# عبد النبي العكري
عبد النبي حسن العكري (ولد في 1945 في الديه، البحرين) مهندس زراعي وناشط حقوقي وكاتب عمود بحريني يساري.

## النشأة والتعليم
ولد العكري في العام 1945 في قرية الديه شمال البحرين.
درس الثانوية العامة في مدرسة المنامة الثانوية ثم أكمل دراسته الثانوية في الكلية العالمية في بيروت بلبنان. درس في الجامعة الأميركية في بيروت وحصل منها على بكالوريوس في الهندسة الزراعية العام 1967.

## السيرة المهنية والحقوقية
عمل مهندس زراعي في مديرية الزراعة بحكومة البحرين من 1967 إلى 1970. انتمى العكري إلى الجبهة الشعبية لتحرير الخليج العربي المحتل اليسارية واتخذ اسما حركيا وهو حسين موسى. بعدها هاجر من البحرين بسبب المضايقات الأمنية اعتبارا من عام 1970 حيث عمل في عدة وظائف وهي: باحث في مركز شئون الشرق الأوسط في بيروت بلبنان، وباحث في المركز العربي للدراسات الاستراتيجية في دمشق بسوريا، وباحث غير متفرغ في قضايا التاريخ والسياسة والحقوق والعلوم. كما عاش متنقلا في عدة دول وهي: سلطنة عمان واليمن ولبنان وسوريا.
في فبراير 2001 عاد إلى البحرين مع عودة العمل بالدستور. قام مع آخرون بتأسيس جمعية العمل الوطني الديمقراطي (وعد) اليسارية. خصصت له صحيفة الوسط البحرينية عمود يقوم بالكتابة فيه من 2002 إلى 2017.

## الاحتجاجات البحرينية 2011
في 14 فبراير 2011 شارك العكري في الاحتجاجات الشعبية ضمن الربيع العربي والتي بدأت بمطالبات سلمية بتوسيع رقعة الديمقراطية في البحرين عبر تبني المبادرة التي قادها ولي العهد سلمان بن حمد آل خليفة بالدخول في مفاوضات بين الموالاة والمعارضة وذلك من أجل زيادة رقعة الديمقراطية في البلد عبر تخلي العائلة الحاكمة آل خليفة عن منصب رئيس الوزراء ليصبح منصب شعبي (نسبة إلى شعب البحرين) ولكن خرجت الاحتجاجات عن المسار المرسوم لها وذلك بوصول حسن مشيمع من العاصمة البريطانية لندن في مارس 2011 الذي أنشأ التحالف من أجل الجمهورية وذلك باندماج ثلاث حركات شيعية وهي تيار الوفاء الإسلامي وحركة حق وحركة أحرار البحرين وذلك من أجل اسقاط النظام الملكي (آل خليفة) وتشكيل نظام جمهوري شيعي تابع لإيران مما حدا برئيس الوزراء في ذلك الوقت خليفة بن سلمان بن حمد آل خليفة بالاتفاق مع تيار الخوالد بالاتصال بملك السعودية عبد الله بن عبد العزيز آل سعود ورئيس دولة الإمارات العربية المتحدة خليفة بن زايد آل نهيان بتحريك قوات درع الجزيرة من مقره بالسعودية ودخول البحرين لفرض الأمن والاستقرار والقضاء على الاحتجاجات الشعبية بشقيها السلمي والانقلابي. 
في 22 يوليو 2013 انتقد العكري أعضاء مجلس النواب الذين اقترحوا سحب جنسية من وصفوهم بالمتورطين من الإرهابيين والمحرضين والداعمين للإرهاب بحسب وصفهم عندما وصف الصفحة النيابية في البحرين ب«كالحة» من التاريخ حيث قال:
في 22 فبراير 2014 شارك العكري في اعتصام نظمته المعارضة في قرية المقشع غرب العاصمة المنامة احتجاجا على الأحكام القضائية «الجائرة» بحق المواطنين والتنديد بالأحكام مؤكدا أنها لن تستطيع وقف «الحراك السلمي» المطالب بالتحول إلى الديمقراطية.

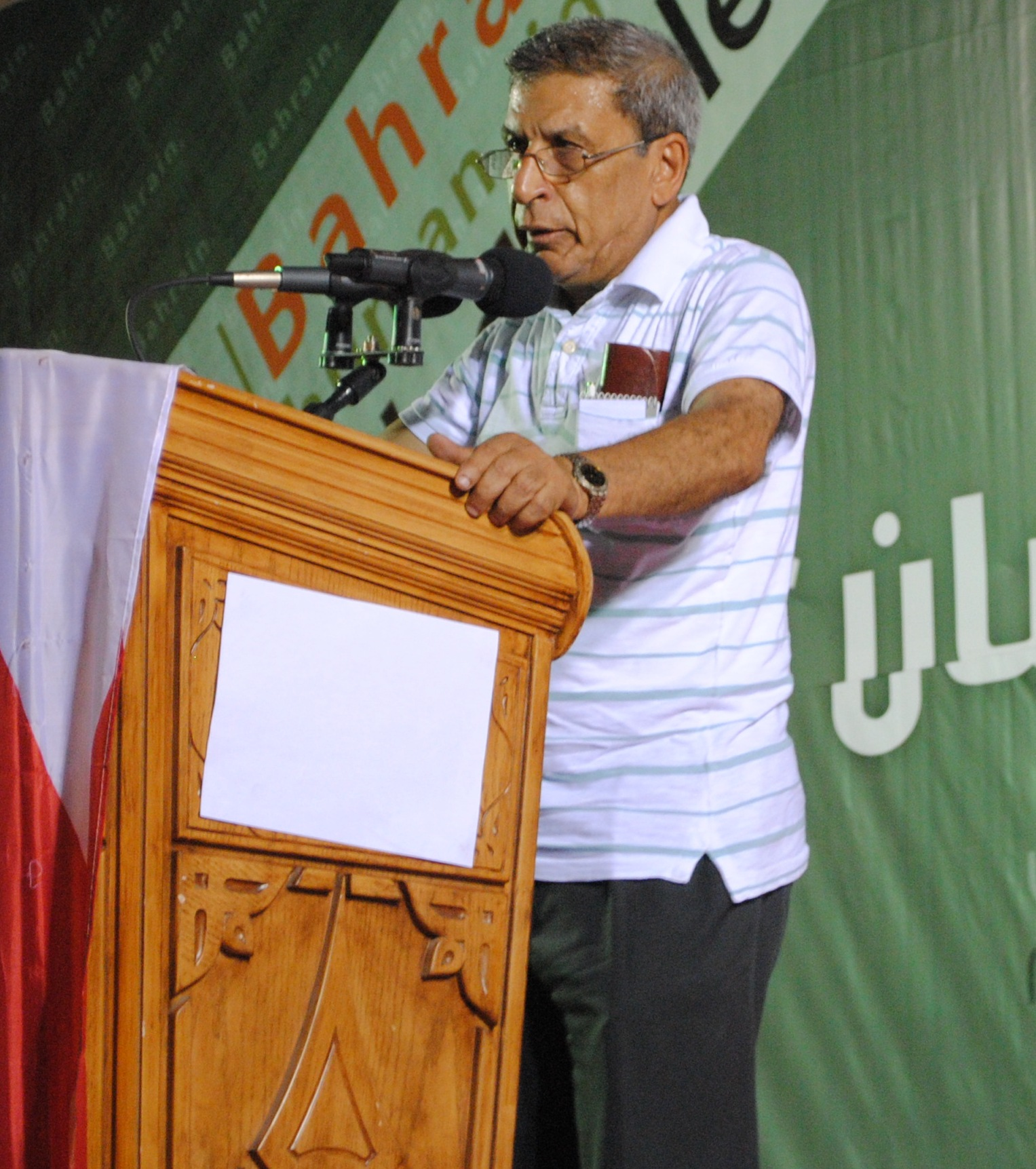
العكري في جنيف.

في مارس 2015 شارك العكري في الوفد الأهلي البحريني المشارك في الدورة 28 لمجلس حقوق الإنسان التابع للأمم المتحدة في جنيف. وقرر الوفد الأهلي البحريني إقامة ندوة وقبل بدء الندوة حدثت مشادة بين العكري وبين عضو مجلس النواب خالد عبد العزيز الشاعر حول من يمثل شعب البحرين وانتهت المشادة بأن قام العكري بإبلاغ رجال الأمن في مجلس حقوق الإنسان بما حدث واتخذ رجال الأمن قرار بمنع الشاعر من دخول الندوة التي أقامها الوفد الأهلي البحريني.
في 22 أبريل 2015 قال العكري في كلمته في وقفة تضامنية عقدت بمقر جمعية وعد في أم الحصم:
في 6 مايو 2015 عقد العكري ندوة في مقر جمعيته (وعد) حيث قال:
ذكر موقع مرآة البحرين المعارض أن وثائق ويكيليكس كشفت أن رئاسة الاستخبارات العامة السعودية وجهت خطاب إلى الملك عبد الله بن عبد العزيز آل سعود بشأن ندوة عقدت في العاصمة الإسبانية مدريد بشأن الإصلاح الدستودي أوردت فيه أسماء المشاركين وبينهم العكري الذي شارك في ندوة بعنوان: «الإصلاح الدستوري في الديمقراطيات العربية الشابة للاستفادة من مسارات التغيير السياسي».
في 10 نوفمبر 2016 حققت النيابة العامة مع العكري ووجهت له تهمة التجمهر عند منزل عيسى قاسم بالدراز في 1 أغسطس 2016 عند الساعة 4:15 فجرا. في 9 مايو 2017 منعت وزارة الداخلية العكري من السفر لمنعه من المشاركة في أعمال مجلس حقوق الإنسان بجنيف. في 11 سبتمبر 2017 وجهت النيابة العامة تهمة التجمهر والمشاركة في مسيرة غير مرخصة له بقرية الشاخورة في 23 يونيو وهي التهمة التي نفاها. وقد طالبت منظمة فرونت لاين ديفندرز السلطات في البحرين الرفع الفوري عن حظر السفر المفروض على العكري.

## العضوية
حصل العكري على عوضية العديد من المنظمات البحرينية والدولية وهي: الجمعية البحرينية للشفافية والجمعية البحرينية لحقوق الإنسان ومنظمة الشفافية الدولية والفدرالية الدولية لحقوق الإنسان ومنظمة العفو الدولية.

## المؤلفات
قام العكري بتأليف العديد من الكتب وهي:
- الوجود الأجنبي في الخليج (1987).
- الاتفاقيات المعقودة بين الولايات المتحدة ودول مجلس التعاون الخليجي (1987).
- حول خرق حقوق الإنسان في البحرين، لجنة الدفاع عن حقوق الإنسان في البحرين (1988).
- محكمة أمن الدولة (1995-1997) (1988).
- الحركة الوطنية الديمقراطية في البحرين (1994).
- آليات الأمم المتحدة لحقوق الإنسان (2001).
- الإصلاح والديمقراطية وحقوق الإنسان (2002).[19]
- التنظيمات اليسارية في الخليج والجزيرة العربية (2003).[20]
- قراءة في مشروع الإصلاح الديمقراطي (2003).[21]
- منتدى المستقبل والفرص المتاحة (2007).
- الإصلاح المتعثر (2008).[22]
- قراءة في حقوق الإنسان (2009).
- الربيع العربي ومستقبل التحولات (2013).[23]
- ذاكرة الوطن والمنفى (2015).[24]

كما قام بترجمة مؤلفات من عدة لغات إلى اللغة العربية وهي:
- السعودية في الثمانينات، وليم كوانت (1988).
- مضيق هرمز، برمضاني (1988).
- أوروبا والعرب، ديفيد ماكدويل (1989).
- إيران والعرب (1994).
- الجزيرة العربية بعد العاصفة، روجر هاردي (1994).
- النفط والسياسة، الخليج بعد الحرب، بول ستيفنز (1994).
- انتهاكات روتينية، انكسار روسي، هيومن رايتس ووتش (1996).
- بناء الدولة في البحرين، المهمة غير المنجزة، (عبد الهادي خلف) (2000).[25]
- ترجمة سلسلة تقارير إستراتيجية صادرة عن برنامج تقارير الشرق الأوسط صادرة عن تشاتام هاوس.

## التكريم
كرمت الجمعية البحرينية لحقوق الإنسان في 10 ديسمبر 2015 العكري بمنحه درع المناضل أحمد الشملان لحقوق الإنسان وذلك ضمن الاحتفالية باليوم العالمي لحقوق الإنسان. كما حصل العكري على درع جمعية الشفافية الكويتية وذلك تقديرا لدوره في مجال حقوق الإنسان والشفافية.

## الحياة الشخصية
متزوج ولديه ابن واحد اسمه منصور.